# Broken Sword: L'angelo della morte
Broken Sword: L'angelo della morte (conosciuto in Nord America come Secrets of the Ark: A Broken Sword Game) è un videogioco di genere avventura grafica sviluppato da Revolution Software e Sumo Digital e pubblicato nel 2006. Il gioco è stato edito da THQ in Europa e da DreamCatcher Interactive in Nord America, ed è stato pubblicato esclusivamente per Pc.
Il titolo è il quarto episodio della serie di Broken Sword: inizialmente pensata come trilogia, la saga venne ampliata oltre i propri limiti originari a causa delle pressanti richieste dei fan. Dal titolo precedente, pubblicato tre anni prima, L'angelo della morte ereditò la grafica tridimensionale ma non il sistema di controllo, che tornò ad essere di tipo punta e clicca. Inoltre fu il primo titolo della serie a non essere pubblicato su alcuna console.
Il gioco ottenne recensioni miste. Da un lato la critica apprezzò la grafica ben realizzata, l'atmosfera di gioco e lo sviluppo della narrazione, dall'altro non furono totalmente apprezzati il sistema di controllo delle inquadrature, la calibrazione della difficoltà e il design di alcuni enigmi.

## Trama
Dopo le vicende dell'episodio precedente, George Stobbart è tornato nella sua città, New York, dove ha ripreso ad esercitare la professione d'avvocato, seppur con scarso successo. Un giorno nel suo studio si imbatte in una nuova cliente, Anna Maria, che gli parla di un antico manoscritto di cui è entrata in possesso, che secondo alcuni indizi permetterebbe di scoprire un tesoro di inestimabile valore. Mentre la donna espone a George la questione, nell'ufficio fa irruzione una banda di criminali intenzionata ad ucciderla: Anna Maria e George riescono a fuggire, e la decifrazione del manoscritto li porterà ad intraprendere un viaggio alla scoperta dei suoi segreti, mentre nemici sempre più potenti cercheranno di mettere le mani sul tesoro.

## Modalità di gioco
Al pari del suo diretto predecessore, e diversamente dai primi due episodi della serie, L'angelo della morte presenta una grafica tridimensionale; tuttavia, rispetto a Il sonno del drago, il sistema di controllo è stato modificato, venendo incontro alle richieste della stampa e del pubblico che avevano criticato fortemente l'interfaccia del terzo capitolo. Dal momento che il titolo è stato pubblicato esclusivamente per Pc, gli sviluppatori hanno reintrodotto il sistema punta e clicca degli albori della saga: attraverso il mouse è possibile interagire con lo scenario e con gli oggetti raccolti nell'inventario; è stata comunque lasciata la possibilità di controllare il personaggio principale direttamente attraverso la tastiera.
Lo scopo del gioco è lo stesso dei capitoli precedenti, ed è comune a molte altre avventure grafiche: il giocatore deve risolvere enigmi di diverso tipo, raccogliendo oggetti, esaminando gli scenari e parlando con gli altri personaggi incontrati.

## Sviluppo
Nelle intenzioni di Revolution Software la serie di Broken Sword era destinata a terminare con il terzo episodio, ma negli anni immediatamente successivi all'uscita di quest'ultimo le richieste dei fan divennero tanto pressanti da convincere l'azienda a mettere in cantiere un nuovo progetto, che venne annunciato nell'estate del 2005 col titolo L'angelo della morte.
Il gioco fu il primo titolo della serie di cui Revolution non fu interamente responsabile sul fronte dello sviluppo. Per fronteggiare i costi e i tempi crescenti legati alla produzione dei videogiochi, l'azienda decise di esternalizzare allo sviluppatore Sumo Digital la realizzazione tecnica del gioco, così da contenere le spese e concentrarsi unicamente sull'ideazione della trama e degli enigmi; il titolo fu quindi sviluppato su un motore grafico, l'Emmersion, sviluppato da Sumo Digital stessa.
L'angelo della morte, così come gli altri episodi della serie, venne scritto e diretto da Charles Cecil. Le musiche furono composte da Ben McCullogh con la collaborazione del gruppo elettronico Übernoise; un album contenente la colonna sonora è stato commercializzato su iTunes.

### Distribuzione
Alla sua uscita, il gioco venne distribuito in Italia da Halifax; a differenza dei suoi predecessori, il titolo venne tradotto soltanto nei sottotitoli e nei testi a schermo, mentre il parlato rimase in inglese. Il gioco è oggi distribuito digitalmente da GOG.com.

## Accoglienza
| Rivista                    | Voto                |
| -------------------------- | ------------------- |
| GameSpot                   | 7.7/10              |
| Eurogamer                  | 7/10                |
| Adventure Gamers           | [ 9 ]               |
| Adventure Classic Gaming   | [ 10 ]              |
| Giochi per il mio computer | 7½/10               |
| Aggregatori di recensioni  | Media               |
| GameRankings               | 75% (29 recensioni) |
| Metacritic                 | 73% (31 recensioni) |

Il gioco ha ricevuto recensioni miste, raggiungendo il punteggio di 75% su Game Rankings e di 73% su Metacritic.
GameSpot apprezzò particolarmente l'atmosfera generale del gioco e il design degli enigmi proposti, ma criticò la gestione della telecamera – in genere troppo vicino all'azione – e il fatto che i dialoghi non potessero essere saltati. Eurogamer lodò la veste grafica del gioco – definita la migliore di tutta la serie – e l'ingegnosità di alcuni puzzle, ma ritenne il gioco troppo difficile per i neofiti. Il sito Adventure Gamers apprezzò il ritorno all'interfaccia punta e clicca e la varietà di enigmi proposti dal gioco, ma criticò il sistema di gestione delle inquadrature e il finale del titolo, troppo affrettato. La rivista Giochi per il mio computer valutò positivamente il titolo, esaltandone la longevità, la grafica pulita e il ritorno al sistema di controllo punta e clicca; d'altra parte criticò la gestione dei dialoghi e la scarsa interattività con lo scenario, oltre a riscontrare come alcuni enigmi fossero troppo difficili. Il sito italiano Adventure's Planet ha assegnato al gioco il voto di 73/100, affermando che la grafica era nella media del periodo mentre il sonoro faceva segnare un passo indietro rispetto al passato della serie, e sostenendo che neanche gli enigmi erano il punto di forza del titolo. Di diverso avviso il sito Adventure Classic Gaming, che ha assegnato al gioco il voto massimo sostenendo che il titolo aveva mantenuto tutte le promesse, al punto da poter essere paragonato ai suoi predecessori.